# Exocentrus transversifrons
Exocentrus transversifrons là một loài bọ cánh cứng trong họ Cerambycidae.